# الرقل (قرية)
قرية الرقل هي قرية من أقدم القرى في السودان وتقع قرية الرقل في ولاية الجزيرة معتمدية المناقل محلية ريفي المناقل
وهي بالضبط تقع جنوب مدينة المناقل وتبعد عن المناقل مسافة 25 كلم ويحدها من جهة الغرب قرية كضيبات ومن الشمال بشائر سليمان ومن الجنوب محريبا.